# Kwispedoor

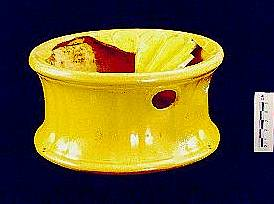
Een simpele 19e-eeuwse kwispedoor, gemaakt in de VS

Een kwispedoor is een ouderwetse spuwpot of een bak om in te spugen, bedoeld om een overvloed aan speeksel en slijm uit de mond in op te vangen. In de gezondheidszorg wordt een dergelijk bakje nog wel gebruikt om in te spuwen, maar wordt dan sputumbakje of -potje genoemd.

## Herkomst van het woord
Kwispedoor is afgeleid van het Portugese woord 'cuspidor', dat spuwpot betekent. Via de VOC kwam de gewoonte om een pot voor spugen te gebruiken en het woord voor zo'n pot naar Nederland. Een deel van Indië was vóór de verovering door Nederland in handen van de Portugezen - de zeelui en handelaren namen de 'cuspidor' van hen over.

## Kenmerken en gebruik

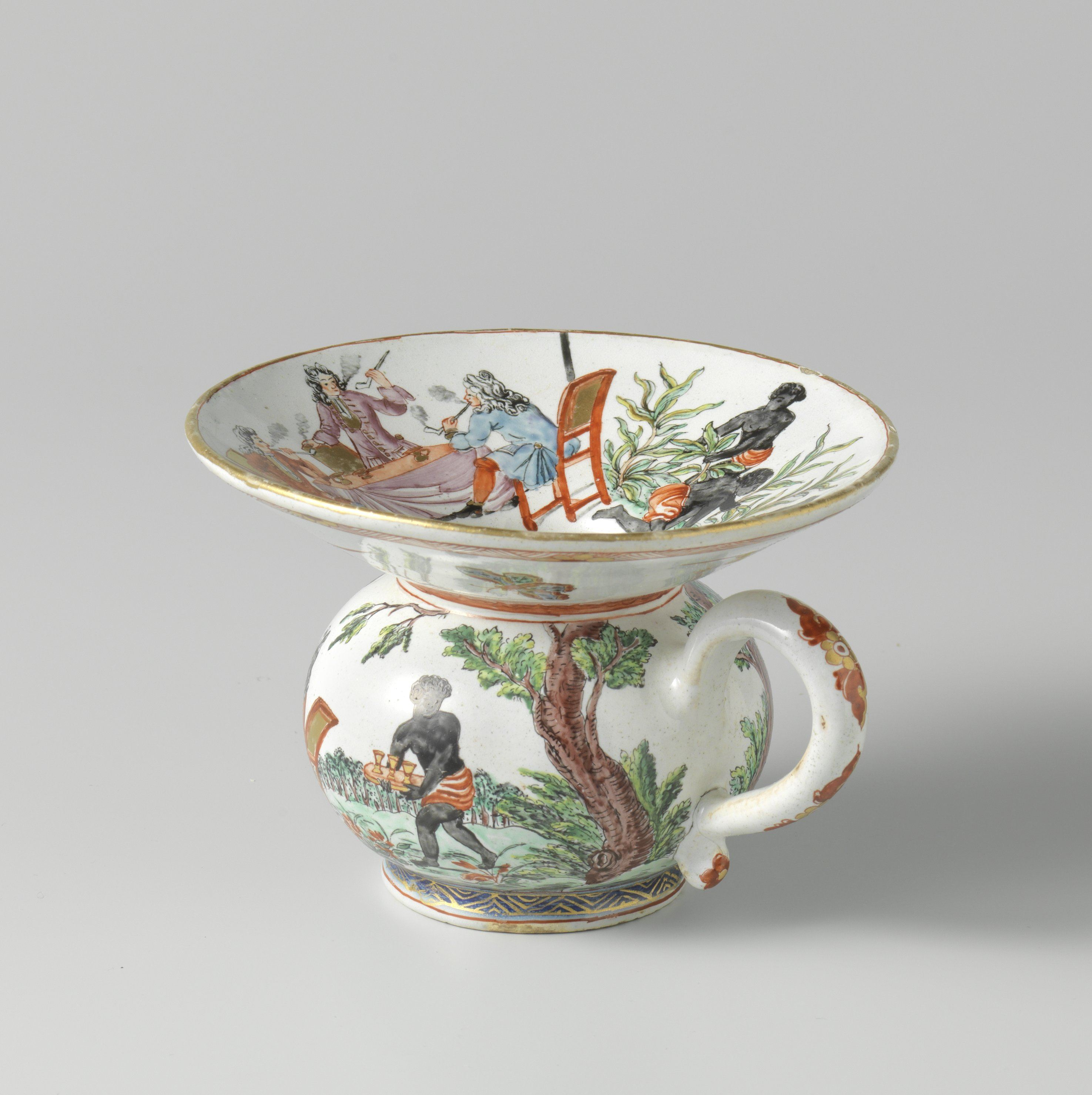
Kwispedoor, ca. 1715-1725 met afbeelding van het verbouwen van tabak door mensen in slavernij

Over het algemeen had een kwispedoor een zelfde grondvorm, namelijk een bolvormig uitgevoerd laag vaasje met een ruime schuins toelopende bovenrand. De voorwerpen waren meestal van (versierd) aardewerk (foto boven), koper (foto onder) of email voor het gebruik in huis.
Vroeger stonden er ook kwispedoors in bars (vaak met zand gevuld), zodat mensen die pruimtabak gebruikten, er hun 'fluimen' in kwijt konden. Ook bijtend tabakssap kon er in uitgespuugd worden. Een bijkomend voordeel was dat de tabaksspuwers zo geen vlekken maakten op de vloer. Het uitgespuugde sap had namelijk de eigenschap dat het lelijke bruine vlekken maakte. Kwispedoors waren ook vrij gebruikelijk in de huiskamer in de periode dat men nog weinig bezwaar had tegen spuwen in het openbaar. Als men binnenskamers wilde spuwen, deed men dat in een kwispedoor. Volgens het volksgeloof zou spugen helpen om de duivel te verjagen.

## Geaccepteerd gebruik of taboe?
In Europa ging men in de negentiende eeuw spuwen in het openbaar ongepast vinden. Toen verschenen ook de bordjes `Niet spuwen' in openbare ruimten, zoals trams, treinen, kerken en cafés. Want in openbare ruimtes spuwen werd als onbeschaafd beschouwd.

In grote delen van Azië is spuwen in het openbaar nog steeds de normaalste zaak van de wereld. Alles wat afval is, moet uit het lichaam verwijderd worden, vindt de Aziaat. In Azië vinden we daarom nog steeds spuwbakken. Sinds het begin van de 21ste eeuw probeert China het spuwen in het openbaar aan te pakken. Dat deed China omdat het als gastheer voor de Olympische Spelen van 2008 een goede indruk wilde maken.

## Huidig gebruik

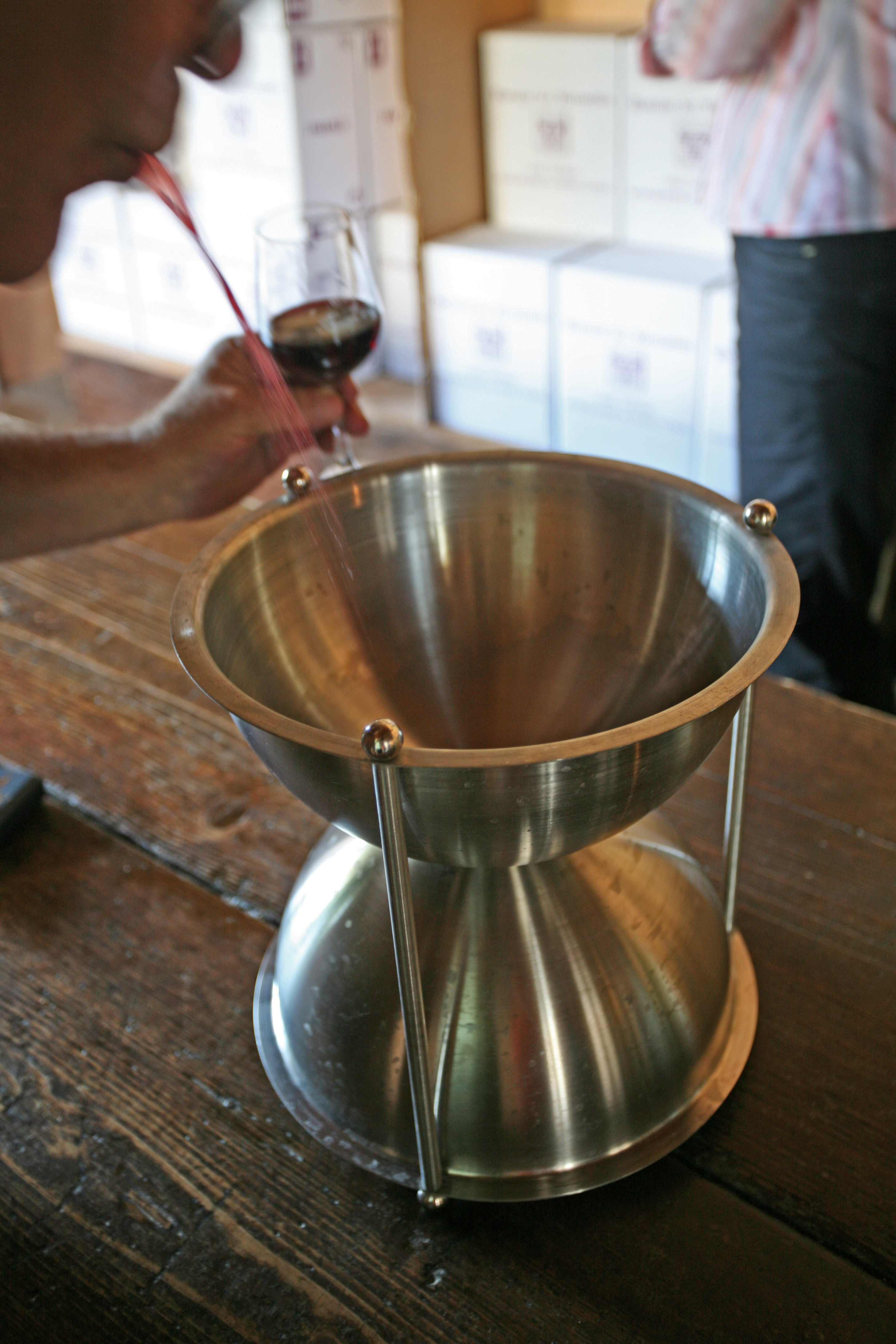
Spuugbak gebruikt bij het wijnproeven

In de moderne tijd worden spuugbakken gebruikt door bijvoorbeeld wijnproevers, koffie- en theeproevers. Zij slikken bij het proeven van wijn de slok namelijk niet door, maar spuwen deze uit, en gebruiken daarvoor een moderne vorm van de kwispedoor, gemaakt van roestvast staal.
Het spuugbekken om bij de tandarts in te spuwen heet een spittoon.